# أوسكار مارتينيز (كاتب أغاني)
أوسكار مارتينيز (بالإنجليزية: Oscar Martinez)‏ هو كاتب أغاني أمريكي، ولد في 3 يناير 1934.

## وصلات خارجية
- أوسكار مارتينيز على موقع الموسوعة البريطانية (الإنجليزية)